# 渡辺志保梨
渡辺 志保梨（わたなべ しほり）は、日本の漫画家。
1999年頃から『まんがタイムジャンボ』（芳文社）の誌上企画「新人4コマ鑑定団」に参加、2000年4月号で行われた第23回で優勝。
並行して『月刊少年ガンガン』（現：スクウェア・エニックス）の誌上企画「2pでギャグをやってみないか?」にも投稿し、2001年2月号から2ヶ月を勝ち抜き、読切の掲載権を手にした。
作家としての経歴を4コマ漫画で始め、認知度の高い『月刊少年ガンガン』連載中もほとんどが2pでオチのつくものだったため、一般には短篇作家の印象が強い。しかし2002年春に、投稿および連載作品となった『ハルマゲどん』を、『月刊少年ガンガン』から増刊『ガンガンパワード』に転籍する前後、ストーリー形式に変更し、ストーリー漫画においても力量があることを見せた。

## 作品リスト（連載開始順）
- 花の湯へようこそ♥（2000年 まんがタイムナチュラル - 2004年 まんがタイムスペシャル（芳文社）- 2010年）
  - 単行本（既刊4巻。刊行：芳文社）

- ハルマゲどん（2001年 - 2004年 月刊少年ガンガン、増刊ガンガンパワード（スクウェア・エニックス）完結）
  - 単行本（全2巻。刊行：スクウェア・エニックス）

  1. 2003年7月22日発行/ISBN 4-7575-0970-7
  2. 2004年9月22日発行/ISBN 4-7575-1275-9
- 大人ですよ?（まんがタイムジャンボ（芳文社））
- ごちゃまぜMy Sister（2003年 まんがタイムジャンボ（芳文社）- 2010年）
  - 単行本（既刊3巻。刊行：芳文社）

- だんつま（2008年 まんがタイムラブリー - 2011年 まんがタイムスペシャル（芳文社）- 2012年）
  - 単行本（刊行：芳文社）

  1. 2010年6月22日発行/ISBN 978-4-8322-6859-3
- すいーとプロミス（2010年 まんがタイムジャンボ（芳文社）- 2011年）
  - 単行本（刊行：芳文社）

  1. 2011年8月21日発行/ISBN 978-4-8322-6995-8